# 마르턴 스밋

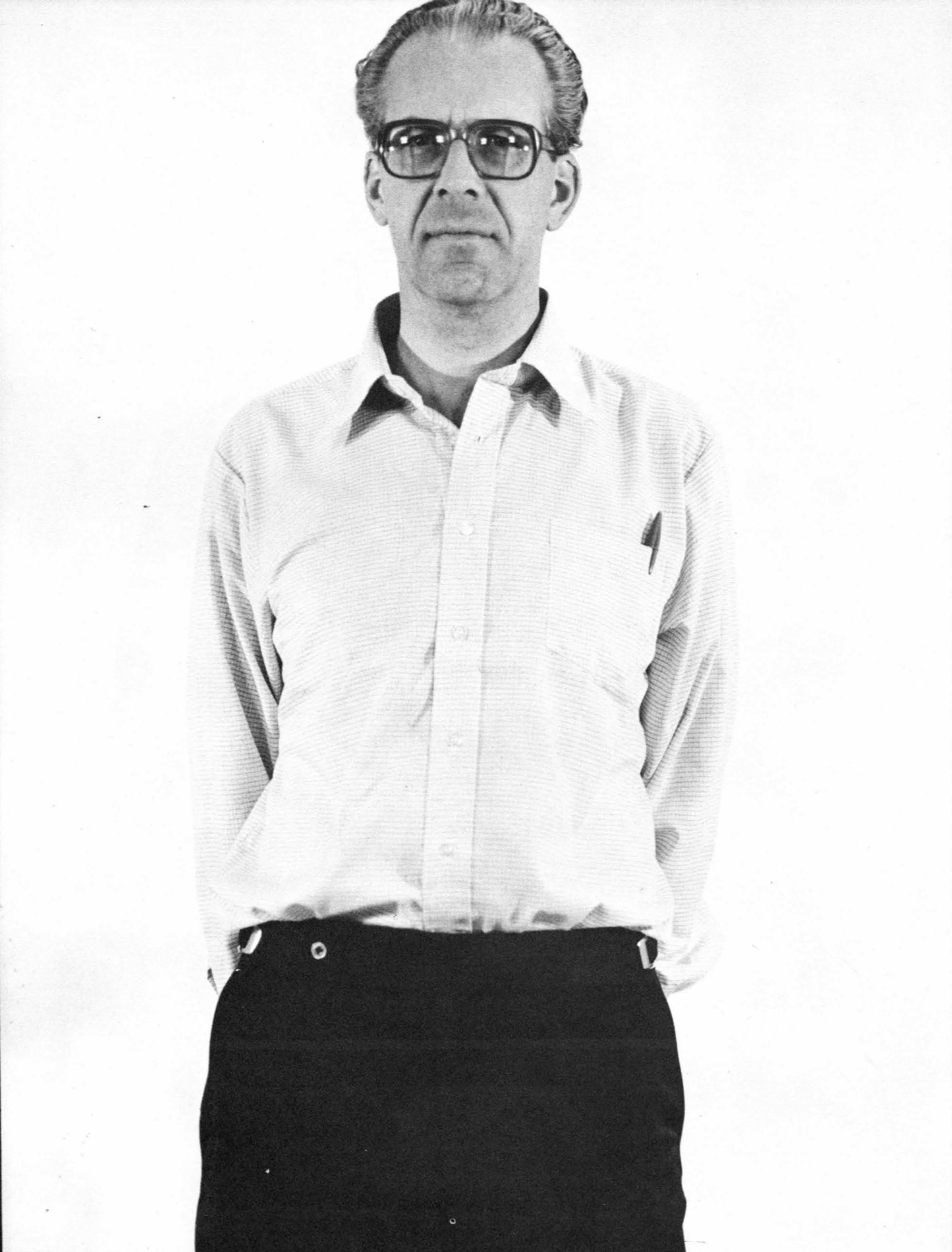
마르턴 스밋(1978년)

마르턴 스밋(네덜란드어: Maarten Schmidt, 1929년 12월 28일 ~ 2022년 9월 17일)은 네덜란드의 천문학자이다. 퀘이사를 최초로 발견했다.
네덜란드 흐로닝언 출신이다. 얀 오르트 밑에서 수학하고 1956년 레이던 천문대에서 철학박사 학위를 받았다.
1959년 미국으로 이주하여 칼텍에서 일하게 되었다. 경력 초기에는 은하의 질량분포 및 동역학에 관한 이론을 연구했다. 이 당시 스밋의 업적으로 가장 유명한 것은 항성 형성과 성간매질 밀도의 관계에 대한 케니커트-스밋 법칙이 있다. 경력 후기에는 전파원 천체의 분광 연구를 수행했다. 1963년 팔로마 천문대의 200인치 반사망원경으로 3C 273을 발견하고 그 분광을 분석했다. 3C 273은 별처럼 점광원의 모양을 하고 있었지만 0.158이라는 높은 적색편이를 보임이 밝혀졌다. 이것은 곧 3C 273이 우리 은하 밖에 있는 존재이며 광도가 무지막지하게 높다는 것을 의미한다. 스밋은 3C 273을 "준성"(quasi-stellar) 또는 퀘이사라고 했으며, 그의 첫 발견 이후 현재까지 퀘이사는 수천 개가 발견되었다.